# Beauceville
Beauceville – miasto w Kanadzie, w prowincji Quebec, w regionie Chaudière-Appalaches i MRC Robert-Cliche. Położone jest nad rzeką Chaudière. Nazwa miasta pochodzi od regionu historycznego Beauce, na obszarze którego się ono znajduje.
Liczba mieszkańców Beauceville wynosi 6281 (2016).